# ゴットフリート・ジルバーマン

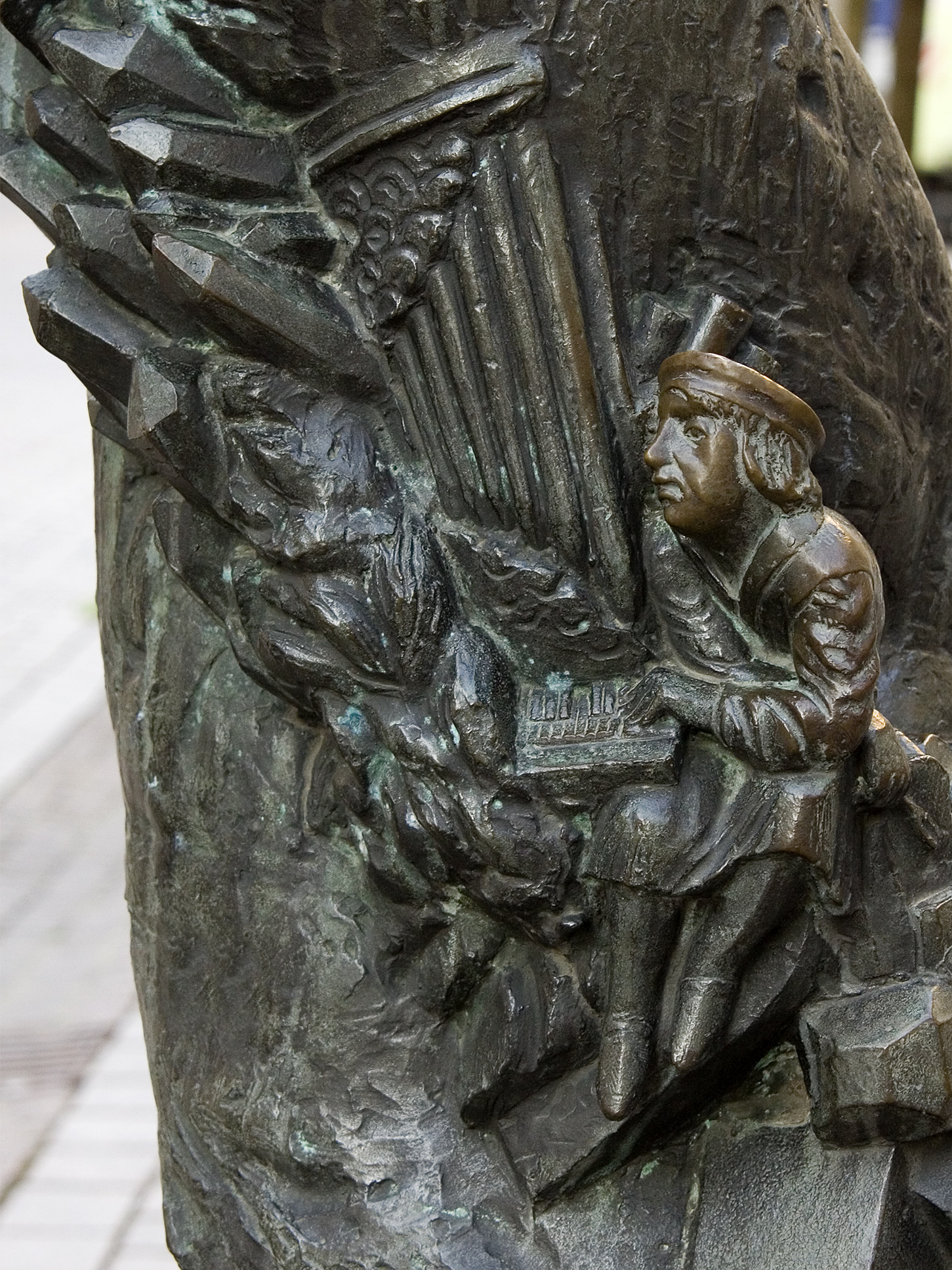
ゴットフリート・ジルバーマン

　ゴットフリート・ジルバーマン （Gottfried Silbermann、1683年1月14日 - 1753年8月4日）は、ドイツのバロック・オルガン製作者。

## 生涯
ドイツ東部、エルツ山地の小村クラインボプリッチュ（現在はフラウエンシュタインに編入されている）生まれ。父親のミヒャエル・ジルバーマンは大工であった。はじめザイフェンの玩具職人やフラウエンシュタインの製本職人に徒弟に出されるがいずれも長続きせず、1701年（あるいは1702年）にストラスブールでオルガン製作の工房を開いていた5歳年上の兄アンドレアス・ジルバーマンに弟子入りした。ここで修業を積み、しばらくは兄弟でオルガン製作を行ったが、1710年に単身ザクセンに戻った。

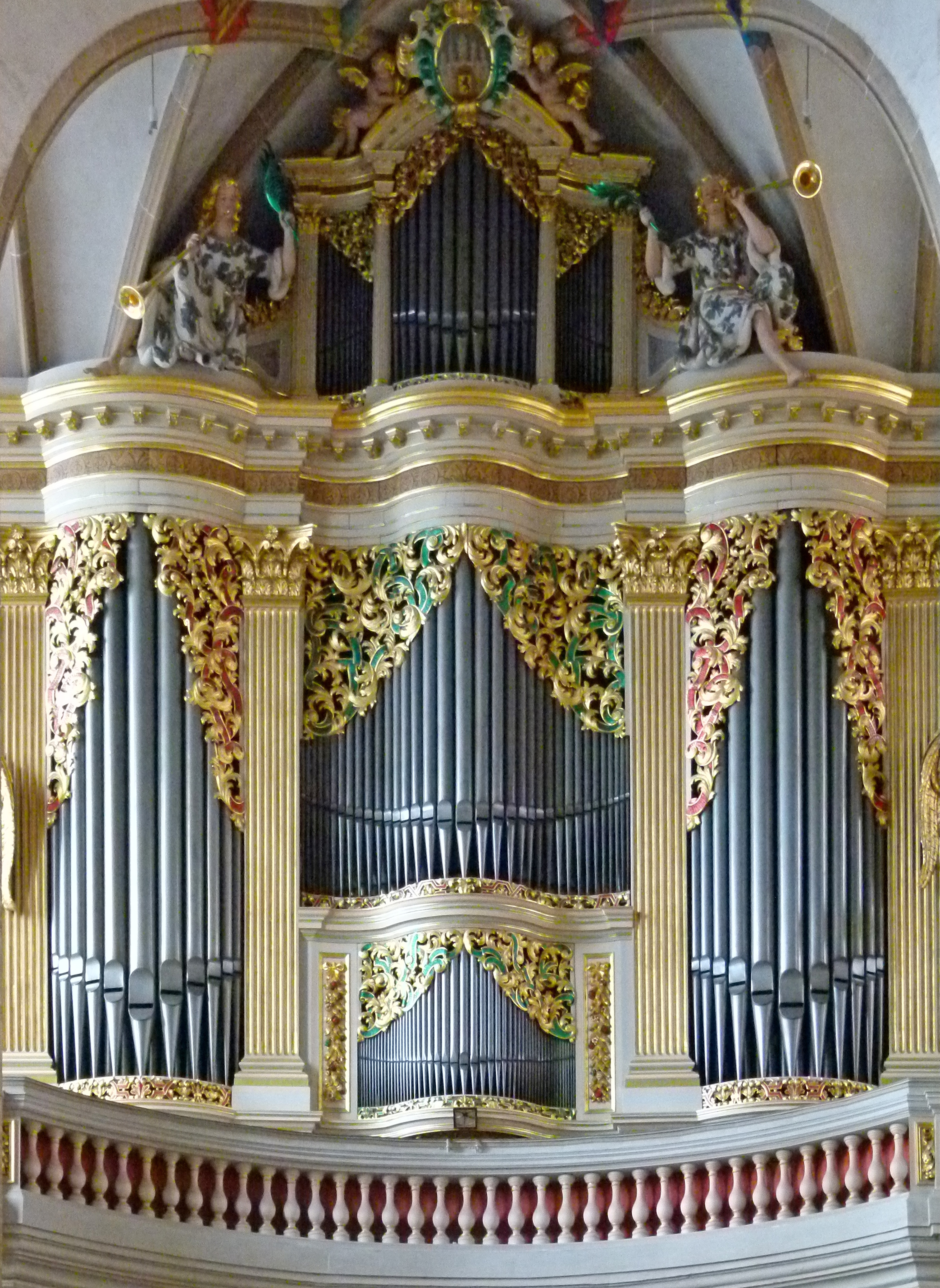
フライベルク聖マリア大聖堂の大オルガン

ザクセンでの初仕事は郷里フラウエンシュタインでの小さなオルガンの製作であった。その翌年、ライプツィヒの聖トーマス教会のオルガン奏者兼合唱団長であったヨハン・クーナウの推薦もあってフライベルク大聖堂の大オルガンの製作者に選ばれ、1714年にこれを完成させている。この作業に伴い1711年にフライベルクに引っ越している。ここは良質の木材や金属材料の入手に便利な地であり、彼は生涯この地を住処とした。1723年にザクセン選帝侯フリードリヒ・アウグスト1世から宮廷および国定のオルガン職人に任命されると、各地から多くの名誉ある仕事の依頼が寄せられるようになったが、彼はザクセン（現在のテューリンゲン州やブランデンブルク州の一部を含む）以外の仕事はできる限り断っている。1749年に彼は重い病を患った。晩年の作品であるフランケンシュタインのオルガン、あるいはドレスデン宮廷教会(de)のオルガンは主に彼の弟子達の手によるものである。彼はこれらの仕事の監督をかつての弟子であったツァハリアス・ヒルデブラント(de)に委ねている。
1753年8月4日にゴットフリート・ジルバーマンはドレスデンで亡くなった。彼の工房は、兄アンドレアスの息子でオルガン職人のヨハネス・ダニエルが継いだ。製作中であったドレスデン宮廷教会のオルガンは遅くとも1755年の2月には使われている。

## ジルバーマン・オルガン、後世への影響
ゴットフリート・ジルバーマンは、その工房から、ツァハリアス・ヒルデブラントの他にもヨアヒム・ワーグナー、アダム・ゴットフリート・オーメといった次世代を担うオルガン職人を輩出し、ザクセンを始め中部ドイツ地方のオルガン製作に大きな影響を遺した。その特徴は、比較的コンパクトなサイズであること、外観がフラットな印象であること、材料の木材や金属が良質であること、明瞭で線のはっきりとした音色であることなどが挙げられる。これらは師である兄のアンドレアスのオルガンとも共通しており、ジルバーマン・オルガンと総称される。
ゴットフリート・ジルバーマンは50基のオルガンを作製したが、現存する作品は以下の通り。
| 場所                                         | 場所                     | 製作年    | 備考 |
| -------------------------------------------- | ------------------------ | --------- | --- |
| リボーヴィル (Ribeauvillé)                   | 新教会                   | 1708      | 兄アンドレアスとの共同製作。                                                                             |
| フライベルク (Freiberg)                      | 聖マリア大聖堂           | 1711      | |
| ファッフローダ (Pfaffroda)                   | 聖ゲオルグ教会           | 1715      | |
| ニーダーシェーナ (Niederschöna)              | 教会                     | 1716      | |
| フライベルク (Freiberg)                      | 聖ヤコブ教会             | 1718      | |
| グロスメーレン (Großkmehlen)                 | 教会                     | 1718      | |
| フライベルク (Freiberg)                      | 聖マリア大聖堂           | 1719      | 小オルガンと呼ばれるもの。1939年に聖ヨハネス教会から移築。                                               |
| レータ (Rötha)                               | 聖ゲオルグ教会           | 1721      | |
| レータ (Rötha)                               | 聖マリア教会             | 1722?     | |
| バート・ラウジック (Bad Lausick)             | 聖キリア教会             | 1722      | 最初ケムニッツの聖ヨハネス教会にあったもの。1879年にアウリックへ移築。さらに1958年現在の場所に移された。 |
| リンゲタール (Ringethal)                     | 教会                     | 1723?     | 1762年に城内の礼拝堂から移築。                                                                           |
| ライヒェンバッハ (Reichenbach)               | 聖ペテロ・パウロ教会     | 1725      | 1927年、1971年に作り直され、全面の外観と木製のパイプが数本遺っている。                                   |
| フォルフハイム (Forchheim)                   | 教会                     | 1726      | |
| ディッタースバッハ (Dittersbach)             | 教会                     | 1726      | |
| エーデラン (Oederan)                         | 教会                     | 1727      | 1892年に新しいゴシック様式のケースがつけられた。                                                         |
| レブザ (Lebusa)                              | 教会                     | 1727      | |
| ヘルビッヒスドルフ (Helbigsdorf)             | 教会                     | 1728      | |
| ティーフェナウ (Tiefenau)                    | 城内礼拝堂               | 1728?     | 1945年に損傷したが、1997年修復・再建された。                                                             |
| グラウヒャウ (Glauchau)                      | 聖ゲオルグ教会           | 1730      | 数度にわたり修理されており、1998年に再建。                                                               |
| ラインハルツグリマ (Reinhardtsgrimma)        | 教会                     | 1731      | |
| ミーラウ (Mylau)                             | 教会                     | 1731      | 1890年の教会再建の際、ゴシック様式の外観に改められた。                                                   |
| クロスタウ (Crostau)                         | 教会                     | 1732      | |
| ブレーメン (Bremen)                          | 聖ペトリ・クリプタ大聖堂 | 1732 / 33 | エッツドルフの教会から移築。数度の修理を受け、1994年に再建。                                             |
| シュヴァイカースハイム (Schweikersheim)      | 教会                     | ～1734    | |
| フライベルク (Freiberg)                      | 聖ペトリ教会             | 1735      | 修復の必要あり                                                                                           |
| ポニッツ (Ponitz)                            | 教会                     | 1737      | |
| グロスハルトマンスドルフ (Großhartmannsdorf) | 教会                     | 1741      | |
| ツェブリッツ (Zöblitz)                       | 教会                     | 1742      | |
| フラウロイス (Fraureith)                     | 教会                     | 1742      | |
| ブルク（ザール） (Burgk(Saale))              | 城内礼拝堂               | 1743      | |
| ナッサウ (Nassau)                            | 教会                     | 1748      | |
| フランケンシュタイン (Frankenstein)          | 教会                     | 1752 / 53 | |
| ドレスデン (Dresden)                         | 城内カトリック教会       | 1755      | 1945年の空爆で一部破壊された。破壊部分を取り除き再建。                                                   |

（Gottfried Silbermannの表を改変。）

## オルガン以外の鍵盤楽器
ジルバーマンはオルガン以外の鍵盤楽器も製作している。それにはバルトロメオ・クリストフォリが発明したフォルテピアノを模倣したものも含まれている。
彼の製作したフォルテピアノは、ニュルンベルクのドイツ国立博物館に1台、ポツダムの新宮殿とサンスーシー宮殿に1台ずつ遺されている。1747年5月、ポツダムでヨハン・ゼバスティアン・バッハがプロイセン国王フリードリヒ2世の与えた主題による即興演奏を行った。この際使用されたのはジルバーマン作のフォルテピアノであった。この即興演奏を元に作曲されたのが『音楽の捧げもの BWV1079』である。
バッハは1730年代に彼のフォルテピアノを試奏した際『高音域が貧弱、タッチが重い』と指摘しているが、後にジルバーマンは改良を加え、バッハからも好評を得た。
また彼はクラヴィコードを改良した『チェンバロ・ダモーレ』なる楽器の製作も行った。
ドレスデン近郊のピルニッツ城に保存されていた2段鍵盤のチェンバロが彼の作品であることが近年同定された。
1749年製のゴットフリート・ジルバーマンの楽器の複製は、ポール・マクナルティがマルコム・ビルソンのために2020年に製作している。

## 録音
1. Luca Guglielmi. Johann Sebastian Bach. Bach & The early pianoforte. Fortepiano Silbermann 1749, Gravecembalo Bartolomeo Cristofori 1726 (both copies by Kerstin Schwarz), Clavichord, Christian Gottlob Hubert 1784 (copy by Angelo Mondino). Label: Piano Classic.
2. Miklos Spanyi. Carl Emanuel Philipp Bach. Solo keyboard music vol 12. Played on a copy of a Silbermann fortepiano 1749 (copy by Michael Walker). Label: BIS
3. Arnaud de Pasquale. CPE Bach, Graun, Hesse. Trios for fortepiano & viola da gamba. Early piano series. CD 1. Played on a copy of Silbermann piano by Kerstin Schwarz. Label: Alpha Classics
4. Bernhard Klapprott. Johann Sebastian Bach. Complete works played on Silbermann organs. Played on the original Silbermann organ. Label: Aeolus
5. Marie Claire Alain. Bach. Organ works. Played on the Silbermann grand organ. Label: Erato
6. Genzoh Takehisa. Bach’s Instrumental works. Played on a copy of a Silbermann fortepiano 1747 by Kenta Fukamachi from 2007. Label: ALM records